# Gajševsko jezero
Gajševsko jezero je umetno akumulacijsko jezero na reki Ščavnici, ki leži med krajema Gajševci in Grabami pri Ljutomeru v Občini Križevci (z manjšim delom v Občini Ljutomer) na severovzhodu Slovenije. Nastalo je leta 1973 z izgradnjo nasipa, s katerim so zajezili Ščavnico in s tem ustvarili rezervoar za izlivanje poplavnih voda. V času normalnega vodostaja je plitvo in zamuljeno, s povprečno globino manj kot 3 m.
Znano je predvsem kot največji in najbogatejši ribolovni revir v okolici, zaradi ugodnega vetra pa je priljubljeno tudi med deskarji. Z ribolovnim režimom v jezeru upravlja Ribiška družina Ljutomer, ki vzdržuje del v velikosti 10 ha kot ribji rezervat. Sama voda je zmerno do močno onesnažena z gnojili, z visoko vsebnostjo fosforja in dušika, zato je klasificirano kot evtrofno do hiperevtrofno jezero. Dodatno težavo predstavlja preobremenjenost z ribami. Kljub temu zaradi plitkosti ne prihaja do pomanjkanja kisika v vodi, občasno pa je zaznati onesnaženost s pesticidi.
Brežine so očiščene zarasti, zato se tam ni razvila pestra rastlinska in živalska združba.